# 卢毅
卢毅（1939年—），原名卢顺银，男，江苏阜宁人，中国杂技表演艺术家，曾任中国杂技艺术家协会副主席。